# Mahawa Bangoura
Mahawa Bangoura Camara (* 13. März 1947 in Conakry) ist eine guineische Diplomatin und Politikerin. Sie war die erste Frau, die Außenministerin Guineas, Botschafterin Guineas in den Vereinigten Staaten und ständige Vertreterin bei den Vereinten Nationen war.

## Leben
Bangoura wurde 1995 zur Botschafterin Guineas in den Vereinigten Staaten ernannt.
Bis Juni 2000 war Bangoura die ständige Vertreterin Guineas bei den Vereinten Nationen, als sie als Nachfolgerin von Zainoul Abidine Sannoussi die erste weibliche Außenministerin des Landes wurde. Sie wurde vom Präsidenten Lansana Conté während einer Kabinettsumbildung, bei der fünf hochrangige Minister ersetzt wurden, ernannt. Bangoura und der neue Sicherheits- und Innenminister Ahmadou Camara wurden Staatssekretärinnen und leitende Positionen innerhalb des Kabinetts hinter dem Premierminister Lamine Sidimé.
Im August 2001 traf sie sich mit ihren liberianischen und sierra-leonischen Amtskollegen in Monrovia, Liberia, um zu versuchen, den drei Ländern der Mano River Union (MRU) Frieden zu bringen. Bangoura blieb bis 2002 Außenministerin.